# Die Woche
Die Woche — иллюстрированный журнал в Германии, основанный в 1899 году берлинским издателем Августом Шерлем и прекращенный в 1944 году.

## История возникновения
Технические предпосылки для выпуска недорогой современной иллюстрированной газеты для массового распространения существовали примерно с 1890 года. Фотография была достаточно развита. Достижения в технологии печати сделали возможным использование фотографий в журналах. Развитию способствовала линейная наборная машина (линотип) и более дешёвое производство бумаги.
В 1894 году издатель Леопольд Ульштейн купил Berliner Illustrirte Zeitung (BIZ) , чтобы запустить её с другой концепцией. Цель состояла в том, чтобы создать репортаж с максимально актуальными изображениями. Фоном послужила «Газетная война» 1890-х годов, конкуренция между берлинскими издателями Леопольдом Ульштейном, Рудольфом Моссе и Августом Шерлем за господство на газетном рынке.
Scherl Verlag выпустил Die Woche 1899 в качестве противовеса BIZ . Здесь тоже в центре внимания должны быть фоторепортажи о текущих событиях. В проспекте издателя новый лист описывается как «ценное дополнение к ежедневной газете», подходящее для «избавления занятых людей от трудоемкой и утомительной работы» по чтению нескольких газет. Первым главным редактором был Поль Доберт (1860—1931).
Неделя конкурировала с газетой Ульштейна Berliner Illustrirte Zeitung и отставала. Он считался провинциальным и его платный тираж отставал от показателей продаж БМР . В 1916 году Scherl-Verlag стала собственностью Hugenberg Group. Неделя появлялась без перерыва во время Второй мировой войны. В 1944 году производство было прекращено в связи с войной.
В период с 1993 по 2002 год название Die Woche использовалось для еженедельной газеты совершенно другого характера.

## Содержание
Образ был в приоритете. Цель также заключалась в том, чтобы создать как можно более тесную связь между иллюстрациями и статьями. Из этой схемы выпадали только «Картинки дня», которые стояли сами за себя и имели только подписи. В выпуске 3/1905 этот раздел состоит из восьми страниц высококачественной бумаги с 18 портретными фотографиями (в том числе физика Эрнста Аббе, умершего в 1905 году, и «председательницы базара в Prinzessinnenpalais» в Берлине герцогини Вильгельм цу Мекленбург), но и фотографии всеобщей забастовки в Рурской области и последняя официальная фотография Халловой комиссии в Париже, лицензированная французской Illustrée. Помимо казуальных развлечений в сопровождении сериалов и сплетен Die Woche актуальные темы, такие как:
- «Современное состояние светотехники»
- «Школа и жизнь»
- «Муниципальная юстиция»[1]
- «Об огнестрельных ранениях из современной пехотной винтовки»
- «Паспорта в старые и новые времена» Из серии «Картины дня»: Чествование посла Германии в Тегеране, 1913 г.[2]

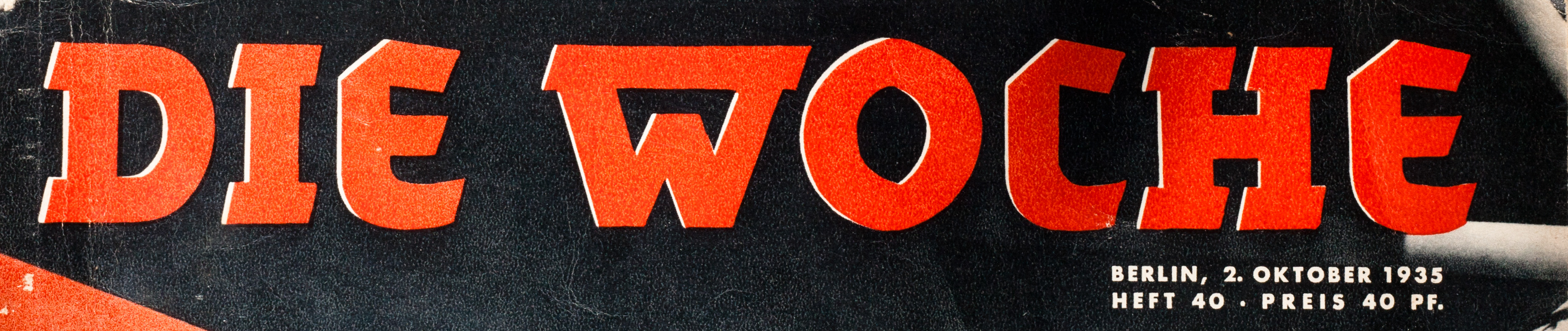
Модернизированный титульный лист 1935 г.

Как и журналы 1910-х годов, типичный журнал 1920-х годов также содержал 40 страниц. Редакционная часть началась с обзора новостей недели, в основном посвященных политическим вопросам. В 1920-е фиксированные разделы занимали в общей сложности около десяти страниц: «Берлинская тетрадь», «Театр и музыка», «Биржевая неделя», «Что говорят врачи», «Волны для наших женщин», "Мертвые недели " и другие. В промежутках между сериализованными романами и литературными очерками, социальными отчетами, отчетами из науки, искусства и спорта десять-двенадцать страниц с загадками, советы радиолюбителям. Более трети журнала состояло из рекламы. Эта пропорция сохранялась до 1930-х годов.

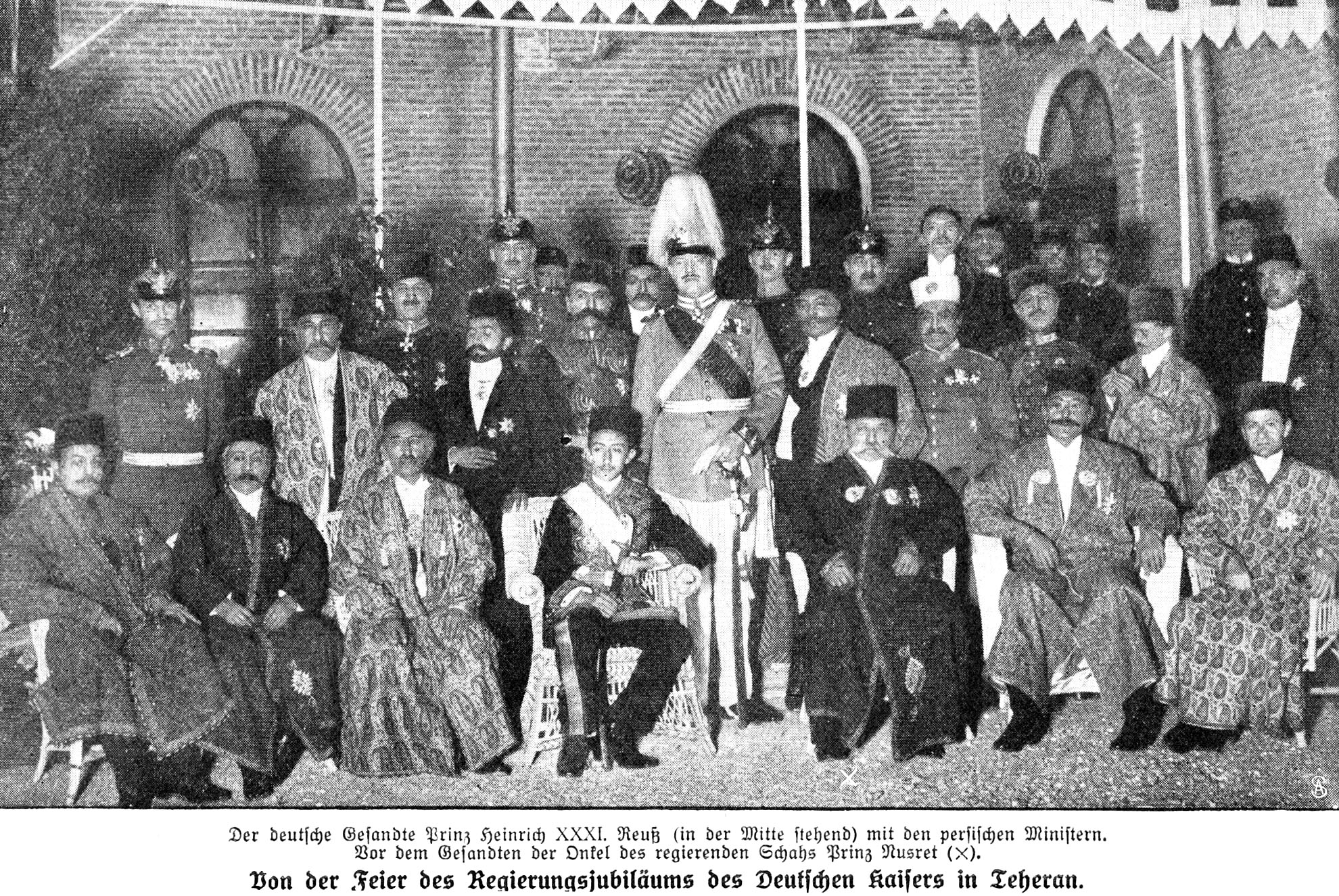
Из серии «Картины дня»: Чествование посла Германии в Тегеране, 1913 г.

Даже после захвата власти Гитлером Die Woche первоначально следовала политически умеренному курсу образованного среднего класса. Например, номер 40 от октября 1935 года содержит только две фотографии с явным национал-социалистическим содержанием: солдаты СС награждают мужчин из Имперской службы труда значками и военный министр Рейха Вернер фон Бломберг на церемонии открытия Олимпийской деревни. Центральная статья в этой тетради состоит из пяти страниц эстетически сложных фотографий службы изображений Шерла и посвящена дню полета эскадрильи морских летчиков над Кильским заливом, всегда близкому к популярной науке: «Воздушные винты, светящиеся белым светом, на самом деле не стоят на месте; при времени экспозиции 1/500 секунды они были так резко нарисованы оптической линзой, в то время как человеческому глазу они кажутся прозрачными дисками.» К 1940-м годам журнал был полностью посвящен национал-социализму, и обложки с изображением веселых солдат (например, «Товарищи по горам» в выпуске 6/1941) или нацистской известности стали правилом, например, «Министр пропаганды доктор Геббельс» в выпуске 13/1941 года, «Рейхспортфюрер» в выпуске 37/1942 года и «Гросс-адмирал Дёниц и нацистская знаменитость» стали такими, как «Министр пропаганды д-р Геббельс» в выпуске 13/1941 года и «Фюрер рейха» в выпуске 37/1942 года и «Гросс-адмирал Дёниц и Рейхсминистр Шпеер» в выпуске 50/1943.

### Образец текста 1905 г.
Феликс Граф фон Ботмер в журнале DIE WOCHE , 1915 г.
О пулевых ранениях из современной пехотной винтовки

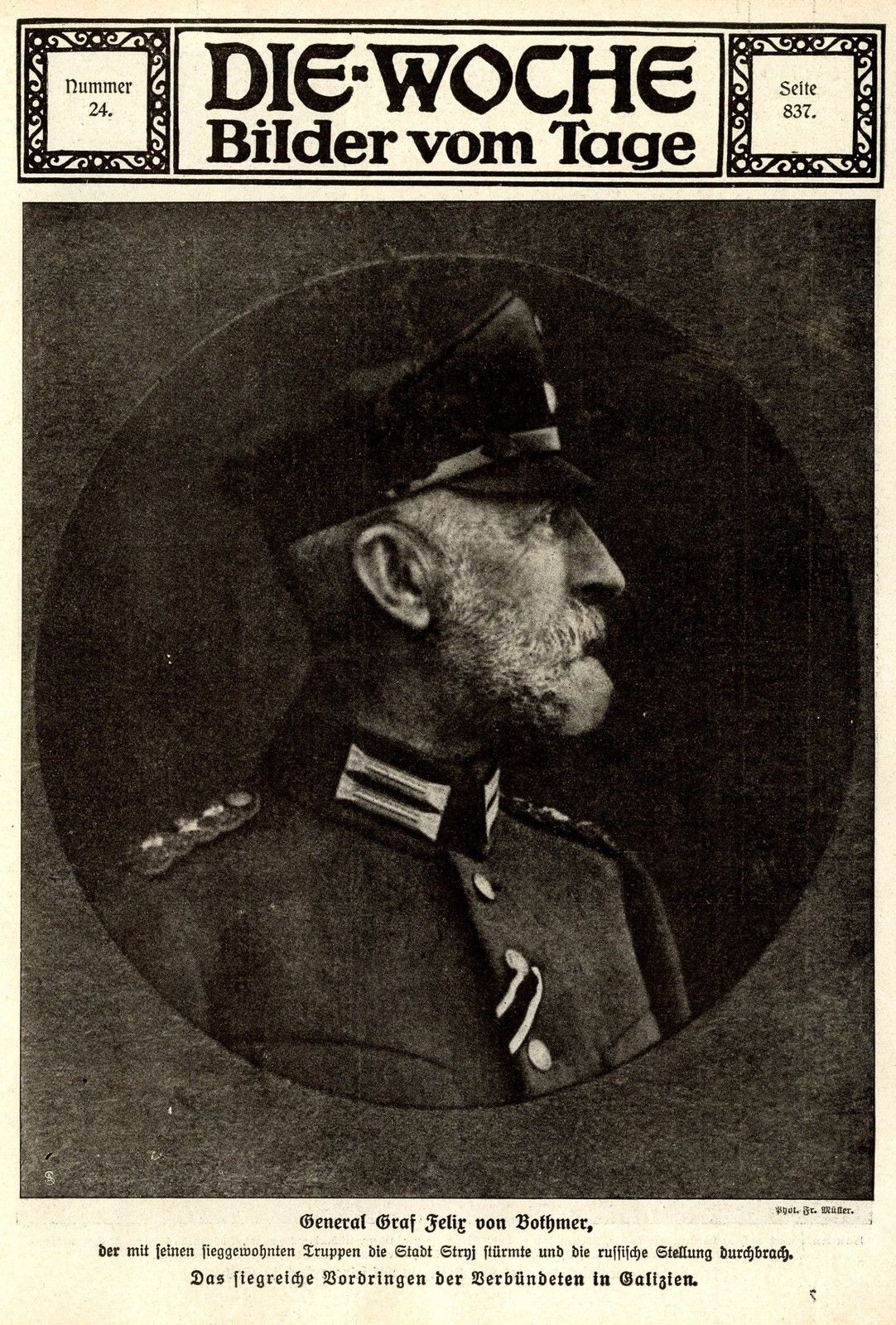
Феликс Граф фон Ботмер в журнале DIE WOCHE, 1915 г.

«Еще в 1872 г. на первом съезде немецких хирургов фон Фолькман при сравнении переломов нижних конечностей в военное и мирное время сообщил тот удивительный факт, что первые более благоприятны, чем вторые, или, другими словами, что первые меньше, чем умирают от этих. Хотя огнестрельные переломы обычно оскольчатые и осложненные, то есть ЧАС. Мирных переломов, связанных с ранением мягких тканей, которых нет, умерло, даже в неблаговидных условиях Крымской кампании, меньше от огнестрельных переломов голени, а именно на 25 процентов, чем умерло в образцовых госпиталях Европы в мирное время, а именно 32,5 процента. Причина этого, вероятно, могла заключаться только в различном характере ран мягких тканей, осложняющих перелом костей. При мирных ранах, ушибает ли машина своими зубьями и брусьями ногу или проедет по ней колесо трамвая, они большие и зияющие, при военных ранах они малы и узки. В них гораздо легче проникают воспалительные вредные вещества — гнойные кокки, чем в них. Новая доктрина раневого отравления объяснила этот поразительный факт».
- Эрнст фон Бергманн: Die Woche, 1905 г.

### Образец текста 1913 г.
Охота на бизонов в машине
«Двигатель работает. Я сажусь за широкий руль, рядом родной трекер, и мы медленно вылетаем на ухабистую лесную тропинку. […] затем я останавливаюсь на краю широкой, но уже плоской реки в сухой сезон. […] Отпуская тормоз, я стреляю с крутого берега в воду, которая с пеной вздымается перед двигателем — густое облако пара шипит вверх, потому что раскаленные выхлопные газы идут прямо в воду. Вода просачивается сквозь пол — обжигающе горячей волной заливая ноги. Как бешено работает машина, благодаря включенной малой трансмиссии, с огромной силой волочащую тяжелую тележку по крупным глыбам камня и щебня. Двигатель останавливается, крутой берег с другой стороны достигнут».
- Хайнц Карл Хейланд: Die Woche, 1913 г.

### Образец текста 1925 г.
женщина-конкурент
«То, что природа отвела женщине в театре жизни иную роль, чем мужчине, пожалуй, не должно оспаривать никем, даже женщинами. Но никто из проницательных людей не захочет отрицать, что жизнь, как бы естественно она ни подчинялась основным законам творения, часто развивалась вопреки природе. Хочет ли кто-то интерпретировать это таким образом, что мужчин в мире уже недостаточно, чисто с точки зрения количества, чтобы отдавать должное обязательствам, которые жизнь возлагает на человеческий род, или же кто-то хочет приписать женщинам повышенная тяга к активности, которая в качестве конкурента по отношению к мужчине — это в принципе не имеет значения. Потому что такие соображения ничего не меняют в факте как таковом. И теперь это факт что человек не должен более один идти во вражескую жизнь, говоря словами Шиллера, бороться там, бороться там; также факт, что женщины существуют уже не только для того, чтобы заплетать и вплетать небесные розы в земную жизнь; скорее они оказываются на плане, а часто даже в качестве противников».
- Людвиг Стено: Die Woche, 1925 г.

### Пример текста 1935 года
Ахмед читает Гёте — Немецкие учителя в Афганистане
«Ахмед говорит, пока мы идем в школу. В его семье всегда было много разговоров о Германии, особенно после германо-австрийской военной миссии во время войны, вызвавшей самые живые симпатии. В то время люди ещё спорили, что лучше — французский, русский или английский. Тем временем, однако, государство пробудилось к осознанию своего политического положения. Английский: конечно, надо учить, но не давать сыновьям полностью английское образование: Англия ждет Афганистан на юге. Уж точно не русский: Россия ждет на севере. Так французский или немецкий? Ну, немецкая школа знаменита, там мы и французский учим. У немцев нет никаких политических намерений по отношению к нам».
- Герберт Тихи: Die Woche, 1935 г.

## Веб-ссылки
- Цифровые копии 1914—1919, 1933 (Городская библиотека Эльбинга)